# آرتاند
آرتاند (به مجاری: Ártánd) یک منطقهٔ مسکونی در مجارستان است که در ناحیه برتیواوی‌فالو واقع شده‌است. آرتاند ۱۹٫۸۲ کیلومتر مربع مساحت و ۵۱۴ نفر جمعیت دارد.